# Horst (Seevetal)
Horst – miejscowość w gminie Seevetal w powiecie Harburg w niemieckim kraju związkowym Dolna Saksonia. Należy do gminy Seevetal od 1 lipca 1972 roku. Horst zamieszkuje 1 845 mieszkańców (30 czerwca 2008). Jest dzięki temu średniej wielkości miejscowością gminy.
Horst razem z Maschen i Hörsten  wspólnie tworzą (niem. Ortsrat), czyli radę miejscowości.

## Położenie
Horst jest przecięte autostradą A7 w pobliżu węzła Horster Dreieck. Wschodnia część łączy się z Maschen i jest znana jako Maschen-Horst z pięknymi rezydencjami położonymi w lesie. Zachodnia część ma charakter rolniczy.

## Zabytki
Jest tutaj malowniczo położony młyn wodny pochodzący z 1595 roku na rzece Seeve.

## Kultura
W Horst znajduje się szkoła podstawowa. Do szkół średnich dzieci dojeżdżają do pobliskiego Hittfeld lub Meckelfeld.

## Gospodarka
Nie ma tu przemysłu, za to są tereny zielone i leśne północnych krańców Pustaci Lüneburskiej i z tego powodu jest to miejsce, które mieszkańcy aglomeracji Hamburga chętnie upatrują jako nowe miejsce zamieszkania.
Na zakupy najczęściej dojeżdża się do Maschen.